# Prospheres
Prospheres (лат.) — род жуков-златок из подсемейства Polycestinae. Известно около 5 видов.

## Распространение
Австралия и Океания (Новая Гвинея, Новая Каледония, Норфолк).

## Описание
Личинки связаны с Araucaria cunninghamii из семейства Араукариевые. Данные по этим жукам из Южной Австралии, Виктории, Северной территории, Австралийской столичной территории и Новой Зеландии свидетельствуют либо о появлении взрослых особей из обработанной древесины или лесоматериалов, в которых присутствие живых личинок осталось незамеченным, либо о переходе на других хозяев.

## Систематика
Известно около 5 видов. Род входит в состав трибы ProspheriniLeConte, 1861 из подсемейства Polycestinae. К неавстралийским родственным представителям Prospherini относятся Blepharum (syn. Euleptodema, Австралазия и Юго-Восточная Азия) и Hiperleptodema (Патагония). Леви (1978) в своей ревизии Prospheres считает, что Prospheres является архаичным родом, возникшим в среднем мелу или раньше, и что виды, встречающиеся в Новой Каледонии, на острове Норфолк и в Австралии, скорее всего, были изолированы друг от друга со времён распада Австралийской плиты. Prospheres aurantiopictus морфологически наиболее схож с новогвинейским P. alternecostata, и Леви полагает, что это можно объяснить предполагаемой колонизацией Араукарий из Австралии где-то между олигоценом и плиоценом, причём время, отпущенное на дивергенцию между этими двумя видами, значительно меньше, чем для Prospheres norfolkensis (остров Норфолк) и P. chrysocomus (Новая Каледония).
- Prospheres alternecostata Levey, 1978[2]
- Prospheres aurantiopicta (Laporte & Gory, 1837)
  - Buprestis aurantiopicta Laporte & Gory, 1837
  - Buprestis moesta Carter, 1915
  - Prospheres caledonica Obenberger, 1924
  - Prospheres gulielmi (White, 1859)
  - Prospheres moesta (Carter, 1915)
  - Stigmodera gulielmi White, 1859
- Prospheres chrysocoma Fauvel, 1891[5]
- Prospheres norfolkensis Levey, 1978[2]